# 恩斯特·基甸·冯·劳东
恩斯特·基甸·冯·劳东（德語：Ernst Gideon von Laudon；1717年2月13日—1790年7月14日），是出生波罗的海地区的奥地利元帅，也是普鲁士国王腓特烈大帝最成功的军事对手之一。劳东在1789年攻占贝尔格莱德期间一直担任哈布斯堡塞尔维亚的军事总督职位，并继续担任该职位直到他于1790年去世。

## 背景和早年生涯
劳多恩家族是德国和拉特加利亚人的混血，1432年以前该家族定居在东利沃尼亚（今拉脱维亚）劳多恩附近的图岑庄园。劳东本人声称与苏格兰的劳顿（Loudoun）伯爵有血缘关系，但无法确定。他的父亲奥托·格哈德·冯·劳多恩（Otto Gerhard von Laudohn）是一位中校，靠着瑞典军队的微薄退休金生活。由于根据1721年的尼斯塔德条约，在大北方战争结束后，利沃尼亚被割让给了俄罗斯，所以劳东在1732年进入俄罗斯帝国军队。在波兰王位继承战争期间，他参加了1734年的但泽之围，后在1735年从莱茵河向法国进军，并在第聂伯河参加第四次俄土战争。
1739年贝尔格莱德条约签订后，劳东回到圣彼得堡的俄罗斯宫廷。由于对自己的前景和俄罗斯军队的条件不满意，他最终于1741年辞职，并在其他地方寻求军事工作。他首先向腓特烈大帝提出申请，但后者拒绝了他的服务。在维也纳宫廷，劳东被任命为弗朗茨·冯·德·特伦克自由军团的一名上尉。在奥地利王位继承战争期间，劳东参加了奥军的突袭和行军，直到在阿尔萨斯受伤并被俘。劳东很快就随着奥地利主力军队的推进而被释放。

## 西里西亚战争
1745年（在对普鲁士的第二次西里西亚战争期间），他在德·特伦克麾下在西里西亚山脉中作战，在这次战役中，他作为轻型部队的指挥官有突出表现。劳东参加了索尔战役。不久后，由于厌恶非正规军战友的不法行为，劳东选择退伍，在长期贫困中等待后，劳东被任命为一个边防团的上尉，在接下来的十年里，劳东在军事前沿的卡尔洛瓦茨从事半军事半行政的工作。在他驻扎的布尼奇，他建造了一座教堂并种植了一片以他的名字命名的橡树林。七年战争爆发时，劳东已升至中校军衔，于是他再次受征召上阵。从此开始了他作为军人的名声。劳东的军衔晋升最初被威廉·莱因哈德·冯·内佩格将军拒绝，但很快在考尼茨的授意下晋升上校，并屡屡脱颖而出。劳东在1757年1月1日对奥斯特里茨进行的小规模的夜间突袭引起了上级的注意，在那一年，他在布劳恩的领导下在波希米亚和萨克森作战，并成为一名骑兵少将，获得了玛丽亚·特蕾莎骑士勋章。
在1758年的第三次西里西亚战争中，劳东第一次获得了作为总司令指挥作战的机会，他出色地利用了这一机会，以至于腓特烈大帝不得不放弃對奥洛穆茨的圍攻，退入波希米亚。劳东随后被授予中将军衔，并在霍赫齐战役中再次体现出积极和勇敢的个性，战后他被玛丽亚·特蕾莎封为奥地利贵族中的男爵，同时成为神圣罗马帝国贵族。此外，玛丽亚·特蕾莎还将玛丽亚·特蕾莎大十字勋章赐予劳东，以及波希米亚库特纳霍拉附近的一处庄园。
劳东不久后被派去指挥与奥得河上的俄罗斯人会合的奥军特遣队，并与彼得·萨尔蒂科夫一起参加了库纳斯道夫战役，俄奥联合部队取得了巨大的胜利。战后，劳东晋升炮兵中将（奥地利特有军衔），并成为波希米亚、摩拉维亚和西里西亚的军队总司令。1760年，他在兰休特战役中摧毁了富凯率领的普鲁士军队，并袭击了重要的克沃兹科要塞。随后，他在8月15日的李格尼茨战役中被腓特烈大帝击败，这一行动引发了他与主力部队指挥官道恩和莱西的激烈争论，劳东声称，主力部队的坐视不理让他的部队无人支援。1761年，劳东像往常一样在西里西亚开展行动，但他发现他的俄罗斯盟友如同库纳斯道夫战役结束后一样胆怯，所有针对本泽尔维茨普军营地的进攻尝试都失败了。然而，劳东出色地抓住了一次稍纵即逝的机会，并于1761年9月30日到10月1日袭击了施魏德尼茨。劳东孜孜不倦的战斗一直持续到战争结束，与道恩和莱西的随机策略形成鲜明对比。

## 后期生涯
由于与道恩不和，在战争结束之后，随着道恩成为奥地利军队的实际总司令时，劳东就退入幕后。腓特烈大帝等人提出邀约，以诱使劳东为其效力，但劳动没有接受这些邀约。尽管谈判进行了几年，在莱西接替道恩担任战争委员会主席后，劳东被任命为步兵监察长。然而，劳东和莱西之间的分歧仍在继续，在与他的对手关系密切的约瑟夫二世即位后，劳东在库特纳霍拉附近的庄园开始了退休生活。
然而，玛丽亚·特蕾莎和考尼茨让他在1769年成为波希米亚和摩拉维亚的奥军总司令。他担任这个职位三年，在这段时间结束时，他选择退休，重新回到自己的庄园安顿下来。但玛丽亚·特蕾莎再次说服他留在军队中，由于波希米亚的农业问题导致劳东的财产贬值，玛丽亚·特蕾莎于1776年以慷慨的条件从劳东手中回购了庄园。劳东随后在维也纳附近的哈德斯多夫定居，不久后晋升为陆军元帅。
1778年，巴伐利亚王位继承战争爆发。约瑟夫和莱西现在和劳东已经和解，劳东和莱西分别指挥了战场上的两支军队。然而，劳东在战场上表现平平，而直面腓特烈大帝的莱西则获得了新的荣誉。
在这之后的两年里，劳东在哈德斯多夫安静地生活。1787年奥地利与土耳其爆发了一场新的战争。负责这场战争的将军们表现不佳，劳东最后一次被召入战场。虽然年老体弱，但他仍是名义上的总司令，1789年，他在三周内攻占贝尔格莱德，赢得了最后的辉煌胜利。
他于年内在摩拉维亚的新伊钦去世，此时他仍在岗位上。他最后的职位是新皇利奥波德二世为他设立的奥地利武装部队总司令。劳东被埋葬在哈德斯多夫的土地上。在他去世前八年，约瑟夫二世将这位伟大士兵的大理石半身像放置在战争委员会的房间里。
他的侄子约翰·路德维希·亚历克修斯·冯·劳登（1762–1822）在法国大革命战争和拿破仑战争中获有军功，后成为中将。

## 画廊

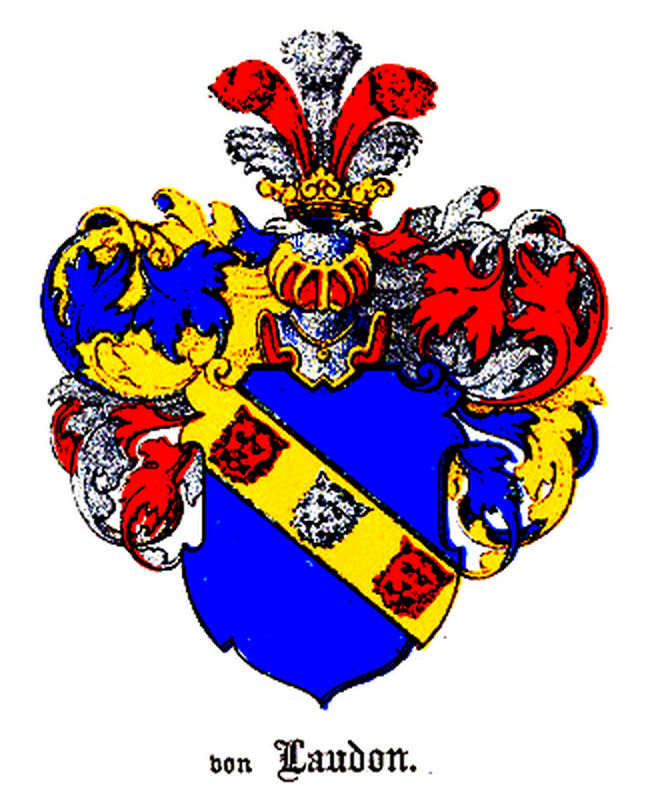
劳东家族（德语）的徽章
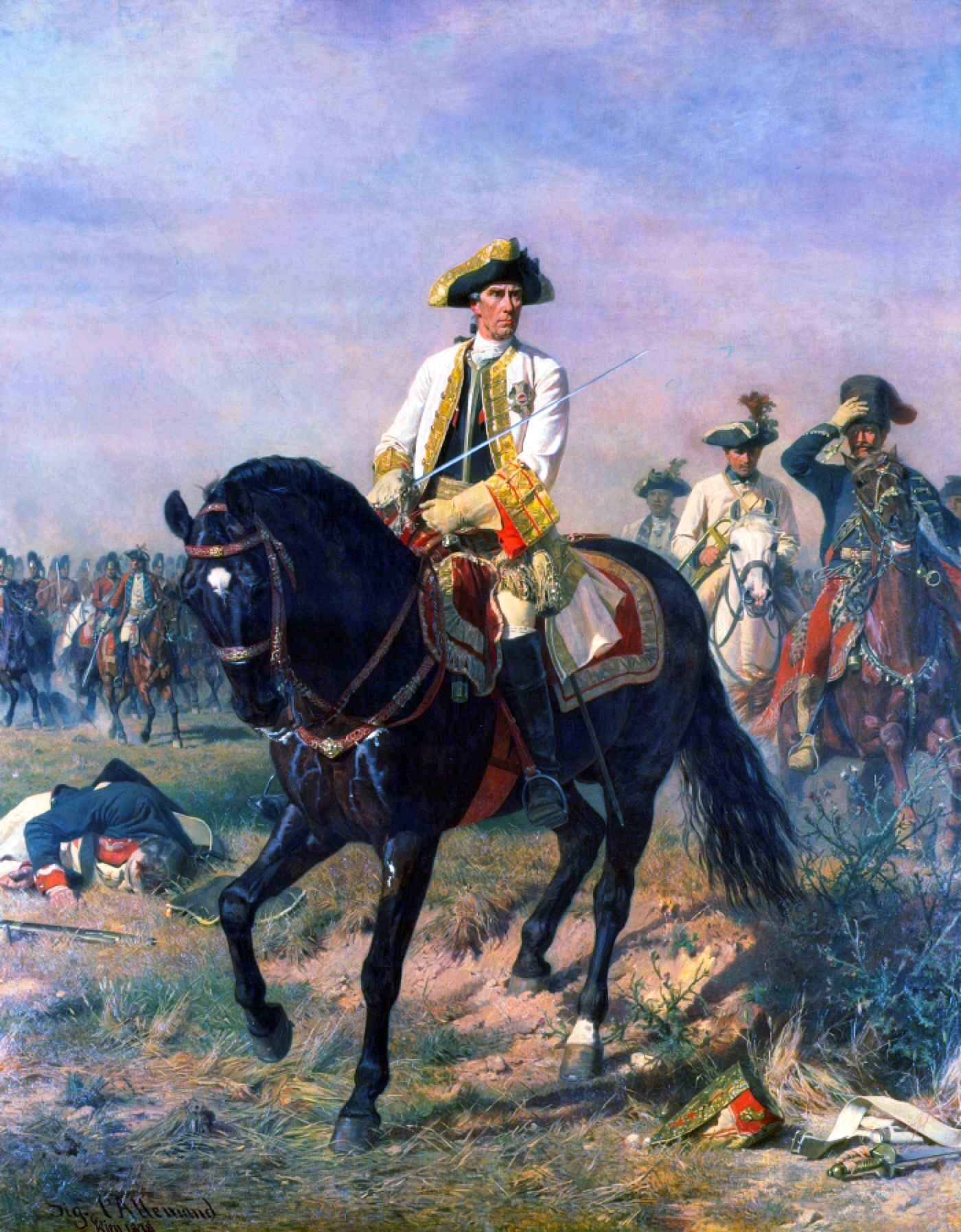
劳东在库纳斯多夫战场上
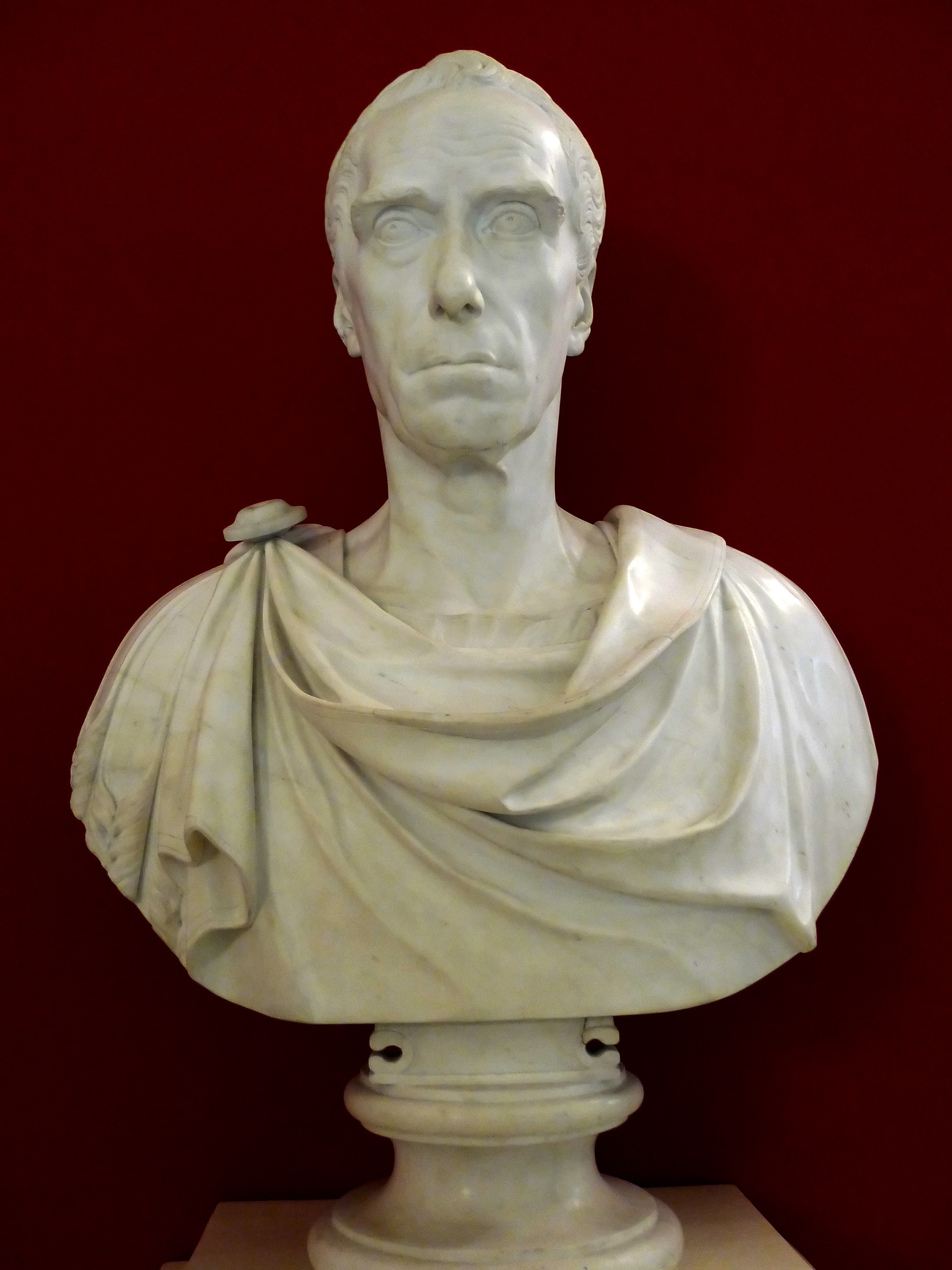
劳东的大理石半身像